# Дёмин, Игнатий Игнатьевич
Игна́тий Игна́тьевич Дёмин (1810—1887) — русский архитектор, академик Императорской Академии художеств. 

## Биография
Родился 7 (19) декабря 1809 года. Художественное образование получил в Императорской Академии художеств, ближайшим его наставником в архитектуре был А. П. Брюллов. Окончил Академию художеств со званием свободного художника (1838) за «проект церкви в уездном городе на 500 человек».
Служил архитектором при Петербургской гранильной и Красносельской бумажной фабриках, при дирекции училищ Петербургской губернии, Петербургского учебного округа (с 1848), Санкт-Петербургского университета (с 1849) и при некоторых учреждениях Министерства финансов. В 1878 году определён на службу в министерство внутренних дел.
Присуждено звание академика Академии художеств (1862) на основании представленных чертежей, проектированных или возведенных им построек. Статский советник. Имел награды: орден Святого Владимира 4-й степени (1879).
Скончался 9 (21) апреля 1887 года в Петербурге, похоронен на кладбище Сергиевой пустыни.

## Проекты и постройки
- Дом В. О. Рациборского (изменение фасада). Казанская улица, 16 — набережная канала Грибоедова, 39 (1847; частично перестроен)[7][10];
- Храм святых апостолов Петра и Павла при Императорском Санкт-Петербургском университете (ремонт; 1875).